# Chołopi
Chołopi (ros. liczba pojedyncza холоп, liczba mnoga холопы, zbiorowo холопство) – grupa ludności wiejskiej na Rusi. Termin ten pierwotnie odnosił się do niewolników. Uznawani byli za najniższą warstwę ludności wiejskiej. Chołopami byli zarówno jeńcy wojenni przymusowo osadzani na ziemiach należących do kniaziów, Cerkwi i bojarów, różnego rodzaju przestępcy, dłużnicy niemogący spłacić długów, jak i słudzy dworscy, zubożali rolnicy dobrowolnie zaprzedający się w niewolę, bądź mężczyźni ożenieni z chołopkami.
Ułożenie soborowe z 1649 roku dzieliło chołopstwo na dwie kategorie:
- całkowite – przechodzące z ojca na syna,
- kabalne (od słowa kabała – skrypt dłużny) – stanowiące coś w rodzaju dożywotniej służby, gdzie wraz ze śmiercią pana, chołop otrzymywał wolność. Chołopów kabalnych nie wolno było sprzedać, darować lub przekazać w spadku. Wyłącznie jeńcy, przestępcy i inni mogli stać się chołopami kabalnymi. Jednakże po odzyskaniu wolności chołop nadal mógł wrócić do stanu chołopstwa – wraz z nowym właścicielem[1].

Znaczny odsetek ludności niewolnej stanowili mieszkańcy krainy chwilowo lub stale okupowanej, siłą przesiedlani celem osłabienia oporu w ziemiach podbitych, jak i wzmocnienia osadnictwa na ziemiach własnych. We wszystkich krajach Europy Środkowo-Wschodniej spotykamy osady jenieckie. W Polsce i krajach sąsiednich wiele miejscowości nosi w nazwach ślad takiego osadnictwa: Lachowice, Pomorzany, Prusinowice, Rusinowice i tym podobne.
Na Rusi chołopi nie posiadali osobowości prawnej, a za popełnione przez nich ewentualne przestępstwa odpowiadali ich właściciele. Zabicie chołopa nie pociągało za sobą kary za zabójstwo, jedynie wypłacenie odszkodowania, jak za zniszczony czy utracony przedmiot. Bycie chołopem nie było jednak stanem permanentnym, bowiem istniały możliwości wykupienia się lub wyzwolenia.
Wraz z utrwalaniem się stosunków feudalnych chołopi stawali się przypisanymi do ziemi członkami warstwy ludności uzależnionej (pańszczyźnianej), czyli chłopami.